# En HaChoresch

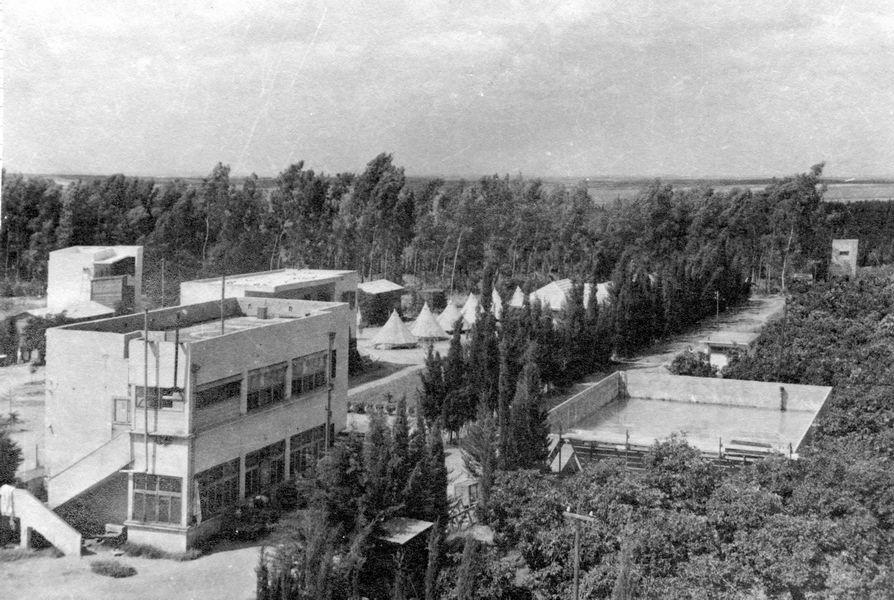
En HaChoresch in den 1940er Jahren

En HaChoresch (hebräisch עֵין הַחוֹרֵשׁ ʿEjn ha-Chōresch, deutsch ‚Quelle des Pflügenden‘, englisch Ein HaHoresh) ist ein Kibbuz, der im November 1931 von Mitgliedern des Hashomer Hatzair gegründet wurde. Er liegt im Zentralbezirk Israels und gehört zur Regionalverwaltung Emeq Chefer. Einnahmequellen des Kibbuz sind Viehwirtschaft, Obstbau und Industrie. 2018 zählte der Ort 827 Einwohner.

## Persönlichkeiten
- Abba Kovner (1918–1987), Schriftsteller und Partisanenführer
- Vitka Kempner (1920–2012), Partisanenführerin und klinische Psychologin
- Michal Snunit (* 1940), Dichterin und Schriftstellerin
- Yehudit Kafri (* 1935), Dichterin und Schriftstellerin
- Benny Morris (* 1948), Historiker
- Omer Bartov (* 1954), Historiker und Holocaustforscher
- Amos Meller (1938–2007), Komponist und Dirigent